# Federacion di Trahadornan di Aruba
Federacion di Trahadornan di Aruba (Federatie van Werknemers van Aruba) is een algemene vakbond voor werknemers in Aruba uit sectoren behorende tot het bedrijfsleven. De vakcentrale staat bekend als een van de grootste vakbonden van Aruba. 

## Ontstaan
FTA werd op 30 juli 1964 opgericht als vakcentrale voor bouwvakkers, aannemersbedrijven werkzaam op het terrein van de Lago raffinaderij en Aruba Chemical Industries (ACI), een chemische fabriek te Barcadera. Oprichter en eerste voorzitter was F.L. (Wijkie) Maduro.

## Structuur
FTA zetelt aan de Bernardstraat 23 te San Nicolas, waar ook het vormingscentrum CENFOR is ondergebracht. Huidig voorzitter is Hosé Figaroa. De vakbond is aangesloten bij het Internationaal Vakverbond (IVV). 

## FTA-voorzitters
- Wijkie Maduro (1964-1969)[2]
- Clarence Richardson (1969-1981)[3]
- Erwin Bito (1981-1983)
- Anselmo Pontilius (1983-2009)[4]
- Rudy Geerman (2009-2021)
- Hosé Figaroa (2021-heden)